# Złoto (brytyjski film 1974)
Złoto (ang. Gold) – brytyjski film sensacyjny z 1974 w reżyserii Petera R. Hunta, z Rogerem Moore’em w roli głównej. Film powstał na podstawie powieści Wilbura Smitha pt. Kopalnia złota (Gold Mine; 1970).

## Obsada
- Roger Moore – Rod Slater
- Susannah York – Teresa "Terry" Steyner
- Bradford Dillman – Manfred Steyner
- Ray Milland – Hurry Hirschfeld
- John Gielgud – Farrell
- Tony Beckley – Stephen Marais
- Simon Sabela – "Big King" (John Nkulu)
- Bernard Horsfall – Dave Kowalski
- Marc Smith – Tex Kiernan
- John Hussey – Plummer
- Norman Coombes – Frank Lemmer

i inni...

## Zarys fabuły
Johannesburg w Południowej Afryce. W kopalni złota należącej do Hurry'a Hirschfelda dochodzi do katastrofy, w wyniku której ginie m.in. jeden z dyrektorów, Frank Lemmer. Na jego miejsce Manfred Steyner, mąż wnuczki Hirschfelda proponuje stosunkowo młodego i przebojowego Roda Slatera. Jak się okazuje, Steyner chce wykorzystać nieświadomego Slatera w spisku, który ma doprowadzić do zniszczenia kopalni i doprowadzenia do wzrostu cen złota...